# Fejtestvérek
A Fejtestvérek egy 2005-ös angol film, amely Brian W. Aldiss Brothers of the Head című novellája alapján készült. Műfaját tekintve áldokumentumfilm, amely egy sziámi ikerpár rövid zenei karrierjét mutatja be. A Fejtestvéreket Keith Fulton és Louis Pepe rendezte.

## Cselekmény
|  | Alább a cselekmény részletei következnek! |

A film középpontjában egy sziámi ikerpár, a mellkasánál összenőtt Barry és Tom Howe áll. Az áldokumentumfilm az 1970-es évekbenben játszódik. A fiúk egy isten háta mögötti területen élnek, amikor egy impresszárió, Zak Bedderwick úgy dönt, hogy elindítja rockkarrierjüket. Vidéki villájába költözteti őket, ahol egy menedzser felügyelete alatt megkezdődnek a próbák. A  két fiú a tipikus '70-es évekbeli rock- és punksztár életét éli: isznak, kábítószereznek, erőteljes szexuális életet élnek, törnek-zúznak. A két fiú karaktere eltérő: Tom depresszióra hajlamos, magába forduló, Barry vad, fékezhetetlen. A fő gondot egy fiatal újságírónő, Laura megjelenése okozza, aki szerelmes lesz Tomba. A fiú szakít vele, miután megtudja, Laura egy orvosi vizsgálatot kért, hogy kiderüljön, szétválaszthatók-e az ikrek. Egy eldurvuló koncert után a rossz állapotban lévő ikreket nővérük visszaviszi otthonukba, ahol nemsokára meghalnak.
|  | Itt a vége a cselekmény részletezésének! |

## Narráció
A Fejtestvérek áldokumentumfilm. A dokumentumfilmhatást az eseményekről készített filmrészletekkel, illetve az azok résztvevőivel készített fiktív interjúkkal éri el a film.

## Szereposztás
| Szereplő      | Színész         |
| ------------- | --------------- |
| Barry Howe    | Luke Treadaway  |
| Tom Howe      | Harry Treadaway |
| Nick Sidney   | Sean Harris     |
| Paul Day      | Bryan Dick      |
| Laura Ashwood | Tania Emery     |
| Henry Couling | Jonathan Pryce  |